# Stazione meteorologica di Travo Statto
La stazione meteorologica di Travo Statto è la stazione meteorologica di riferimento relativa all'omonima località del territorio comunale di Travo.

## Coordinate geografiche
La stazione meteo si trova nell'Italia nord-orientale, in Emilia-Romagna, in provincia di Piacenza, nel comune di Travo, in località Statto, a 180 metri s.l.m. e alle coordinate geografiche 44°54′N 9°35′E.

## Dati climatologici
In base alla media trentennale di riferimento 1961-1990, la temperatura media del mese più freddo, gennaio, si attesta a +1,5 °C; quella del mese più caldo, luglio, è di +23,4 °C .
| Travo Statto       | Mesi | Mesi | Mesi | Mesi | Mesi | Mesi | Mesi | Mesi | Mesi | Mesi | Mesi | Mesi | Stagioni | Stagioni | Stagioni | Stagioni | Anno |
| Travo Statto       | Gen  | Feb  | Mar  | Apr  | Mag  | Giu  | Lug  | Ago  | Set  | Ott  | Nov  | Dic  | Inv      | Pri      | Est      | Aut      | Anno |
| ------------------ | ---- | ---- | ---- | ---- | ---- | ---- | ---- | ---- | ---- | ---- | ---- | ---- | -------- | -------- | -------- | -------- | ---- |
| T. max. media (°C) | 3,6  | 6,3  | 11,6 | 16,1 | 19,7 | 24,6 | 27,2 | 26,1 | 21,9 | 15,4 | 9,3  | 5,3  | 5,1      | 15,8     | 26,0     | 15,5     | 15,6 |
| T. min. media (°C) | −0,5 | 1,3  | 5,2  | 9,0  | 13,0 | 17,1 | 19,6 | 19,2 | 16,0 | 11,2 | 5,8  | 1,7  | 0,8      | 9,1      | 18,6     | 11,0     | 9,9  |